# Antigonia combatia
Antigonia combatia är en fiskart som beskrevs av Berry och Rathjen, 1959. Antigonia combatia ingår i släktet Antigonia och familjen trynfiskar. IUCN kategoriserar arten globalt som livskraftig. Inga underarter finns listade i Catalogue of Life.